# Jānis Šmits
Jānis Šmits (ur. 1 kwietnia 1968 w Rydze, zm. 23 września 2019 tamże) – łotewski pastor, działacz społeczny, polityk i samorządowiec, poseł na Sejm, radny Rygi, przewodniczący antygejowskiej organizacji NoPride.

## Życiorys
Ukończył studia na Wydziale Teologicznym Uniwersytetu Łotewskiego. Od 1993 sprawował posługę pastora w parafiach na terenie kraju. W latach 1994–1995 odbył kursy w protestanckich instytucjach USA. W 2002 znalazł się wśród założycieli chrześcijańsko-demokratycznej Pierwszej Partii Łotwy. W 2004 uzyskał mandat poselski z jej list na miejsce Ēriksa Jēkabsonsa. Pełnił obowiązki przewodniczącego frakcji LPP i sekretarza Sejmu. W 2006 ponownie znalazł się w Sejmie z listy LPP/LC, stając na czele Komisji Praw Człowieka. Jego wybór na to stanowisko spotkał się z krytyką organizacji broniących praw człowieka oraz Rady Europy. W latach 2006–2009 reprezentował Łotwę w Zgromadzeniu Parlamentarnym NATO.
W 2009 utracił mandat poselski. W tym samym roku został wybrany radnym Rygi. W wyborach samorządowych w 2013 uzyskał reelekcję. W wyborach w 2017 nie został ponownie wybrany do rady. 
W wyborach w 2010 bez powodzenia ubiegał się o wybór na posła do Sejmu z listy koalicji O lepszą Łotwę, zaś w następnym roku z ramienia LPP/LC. Następnie wszedł w skład władz ugrupowania Honor Służyć Rydze. 
Pozostawał jednym z najaktywniejszych przeciwników ruchu LGBT na Łotwie. Wielokrotnie wypowiadał się za zakazem zgromadzeń i marszów homoseksualistów w Rydze. W czerwcu 2009 przejął z rąk Igorsa Masļakovsa kierownictwo nad organizacją NoPride. Należał do zwolenników ponownego otwarcia debaty publicznej na temat kary śmierci. 
Zmarł jesienią 2019.